# Filipe Duarte (actor)
Luis Filipe Duarte Ferreira da Silva, más conocido como Filipe Duarte (Huambo, 5 de junio de 1973-Cascais, 17 de abril de 2020), fue un actor y actor de doblaje portugués.

## Biografía
Nacido en el entonces África Occidental Portuguesa (actual Angola), se formó profesionalmente como actor en la Escuela Superior de Teatro y Cine de Lisboa, y en el Instituto de Investigación y Creación Teatral.
En el teatro interpretó a diversos autores, entre los que destacanː Gil Vicente, Mário Botequilha, Mia Couto, William Shakespeare y Albert Adelach. También trabajó con un grupo de directores y supervisores de montaje encenadores Adolfo Gutkin (Teatro de la Trindad), Rogério de Carvalho, Geraldo Touché, Francisco Salgado, Carlos J. Persona (Teatro del Garaje), Laila Ripol (Festival de Teatro de otoño - Madrid) y Miguel Seabra (Teatro Meridional).
En el cine trabajó con los realizadores Nuno Simões, Rita Nunes, António Pedro Vasconcelos (Los inmortales), Leonel Vieira (Un tiro en la oscuridad), Mário Barroso (El milagro según Salomé), Margarida Cardoso (La costa de los susurros), Tiago Guedes y Frederico Sierra (El Maligno) y Luís Filipe Roca (A Outro Margem).
Para la televisión destaca el telefilme Teorema de Pitágoras, de Gonçalo Galvão Telles y las series La Ferreirinha, realizada por Jorge Pasión de la Costa y João Semana, de João Cayatte, ambas para la RTP1. Desempeñó también el papel de protagonista en la serie Ecuador (basada en el romance de Miguel Sousa Tavares), una gran producción de la TVI.
Hizo también regularmente doblajes para dibujos animados y películas de animación, destacándose el doblaje del personaje 'Sanosuke Sagara' de la serie animada Samurai X.
Compartía su vida con su pareja, la actriz española Nuria Mencía, con quien tuvo una hija, Antonia, nacida en marzo de 2011.
Interpretó el papel de Juan Belmonte en la novela Belmonte (TVI).
Falleció en Cascais a los cuarenta y seis años el 17 de abril de 2020 víctima de un infarto agudo del miocardio.

## Filmografía
- 1997 Hoyo 13, cortometraje
- 1999 À Deriva, cortometraje
- 2003 Por casualidad, telefilm
- 2003 Cactus, cortometraje
- 2003 Los inmortales
- 2004 Confesiones de 2 diputados, cortometraje
- 2004 El milagro según Salomé
- 2004 A costa dos murmúrios
- 2005 Un tiro en la oscuridad
- 2005 Una noche al azar, cortometraje
- 2005 A Self Love, cortometraje
- 2006 Os Caminheiros, cortometraje
- 2006 Cosa mala
- 2006 Fatal, cortometraje
- 2007 Before Tomorrow, cortometraje
- 2007 La otra ventaja
- 2008 Castillos en el aire, cortometraje
- 2008 4 Copas
- 2008 Nuit de chien
- 2008 entre los dedos
- 2009 Historias de Alice
- 2010 Voodoo, cortometraje
- 2010 Senhor X, cortometraje
- 2011 Casa con piscina, cortometraje
- 2011 La primera cena, cortometraje
- 2011 Redenção, cortometraje
- 2011 El legado del padre, cortometraje
- 2011 Zoo, cortometraje
- 2011 Barcelona, Ciutat Neutral, telefilm
- 2011 Tejo, cortometraje
- 2012 Pháon, cortometraje
- 2012 Imagine
- 2013 A Ceia, cortometraje
- 2013 La vida invisible
- 2014 João's Nightmare, cortometraje
- 2015 Dinis e Isabel, cortometraje
- 2015 gris y negro
- 2015 Cuentos del circo, cortometraje
- 2016 La muerte de Luis XIV
- 2019 Variaciones
- 2020 Mosquito

### Televisión
- 2000 La fiebre del oro negro, miniserie, RTP
- 2001 Teorema de Pitágoras, telefilm, SIC
- 2001 Backstage, serie, RTP
- 2002 Sociedade Anónima, serie, RTP
- 2002 Fury of Living, telenovela, SIC
- 2004 A Ferreirinha, serie, RTP1
- 2005 João Semana, serie, RTP
- 2006 extraño, serie, RTP
- 2008-2009 Ecuador, serie, TVI
- 2013-2014 El tiempo entre costuras - Manuel da Silva, serie, Antena 3
- 2013-2014 Belmonte, telenovela, TVI
- 2016 The Boys, serie, RTP
- 2016 Terapia, serie, RTP
- 2017-2018 El accidente - Paul Bresson, serie, Telecinco
- 2019 Amor de Mãe - Gabo Garcez, telenovela, Globo
- 2019 Matadero - Vasco, serie, Antena 3

## Doblajes
- Sanosuke Sagara (Samurai X) (1996-1998)
- Tarzan (Tarzan) (1999)
- Kent Mansley (El gigante de hierro) (1999)
- Rocky Rhodes (Chicken Run: Evasión en la granja) (2000)
- Tulio (El Camino hacia El Dorado) (2000)
- Agente Z/Warp Darkmatter (Buzz Lightyear del Mando Estelar: La Aventura Comienza) (2000)
- Lorde Farquaad (Shrek) (2001)
- Tarzan (Tarzan y Jane) (2002)
- Ned Flanders (Simpson: La Película) (2007)
- Fujimoto (Ponyo: A La Riba-Mar) (2008)
- Hakus (Los Pitufos 2) (2011)
- Mike (¡Canta!) (2016)